# Đavoli
Đavoli (sl. Hudiči) znan tudi kot Neno Belan i Đavoli (sl. Neno Belan in Hudiči) so bili jugoslovanska in hrvaška pop in rock skupina, ustanovljena leta 1984 v Splitu. Prvotno zasedbo so sestavljali Neno Belan (vokal in kitara), Igor Kmetić (saksofon), Dragiša Mandić (bas kitara) in Željko Hajsok (bobni).

## Zgodovina
Skupina je bila ustanovljena leta 1984, frontman skupine pa je bil Neno Belan, kitarist in pevec. Skupina je dobila ime po pesmi Roca Granata, belgijskega glasbenika. Prvi nastop je bil v Splitu 27. decembra 1984 v jadralnem klubu "Bilo jidro", ko so izvajali tuje pesmi iz šestdesetih. Kasneje se je skupini pridružil Robert Caleta Charlie, ki je predlagal odprtje kluba, kjer so nastopili poleti 1985. Kmalu zatem se je glasbena skupina ustalila v Belan, Mandić, Knetić, Zlatko Volarević Dilajla (klaviature) in Dean Radovniković Grizli (bobni). Po prvih posnetkih jim je Jugoton ponudil sodelovanje, tako da so izdali demo singel s pesmimi "Knock Again", "Sounds of the Street", "Tonight", "Heaven Devils Smiles", produciral pa jih je Željko Brodarič Jappa. Pesem "Knock Again" je priredba pesmi "Keep A'Knocking", s katero so prvič nastopili na televiziji v oddaji "Stereovision".